# Юркинъярви
Ю́ркинъя́рви (фин. Jyrkinjärvi) — пресноводное озеро на территории Лоймольского сельского поселения Суоярвского района Республики Карелии.

## Общие сведения
Располагается на высоте 166 метров над уровнем моря.
Форма озера подковообразная, лопастная, продолговатая: оно почти на полтора километра вытянуто с северо-запада на юго-восток. Берега каменисто-песчаные, местами заболоченные.
Через озеро течёт река Хейняйоки, вытекающая из озера Вегарусъярви и впадающая в озеро Салонъярви.
С северо-запада в Юркинъярви впадает река Илосйоки, вытекающая из озера Илосъярви.
К западу от озера проходит лесовозная дорога.
Населённые пункты вблизи водоёма отсутствуют.
Название озера переводится с финского языка как «Юрьевское озеро».

## Панорама

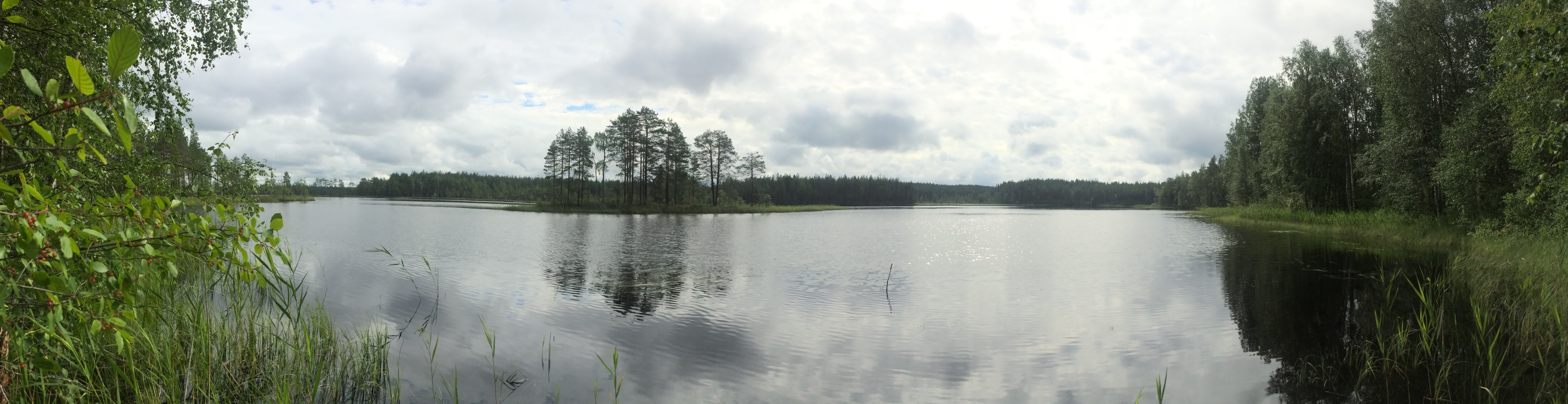
Панорама